# Секреторні клітини
Секреторні клітини дихальної системи — це клітини, що виділяють різні речовини (секрет), які важливі для зволоження, очищення, захисту дихальних шляхів.

## Секреторні клітини в дихальній системі

### 1. Бокаловидні клітини –Cellulae caliciformes
- Розташування: епітелій носової порожнини, трахеї, бронхів (до дрібних бронхіол)
- Функція:
  - Виділяють слиз (муцин) → зволожує повітря, затримує пил і мікроби
- Тип секреції: слизова (муцинозна)

### 2. Клітини Клара (Club-клітини)
- Розташування: в бронхіолах (особливо термінальних)
- Функції:
  - Виділяють сурфактант-подібну речовину (не плутати з альвеолярним)
  - Детоксикація (розщеплюють токсини)
  - Регенерація епітелію
- Тип секреції: білково-ліпідна

### 3. Альвеолоцити ІІ типу –Pneumocyti II typi
- Розташування: в альвеолах
- Функція:
  - Виділяють сурфактант → знижує поверхневий натяг
- Секрет: фосфоліпіди, білки (SP-A, SP-B, SP-C)

### 4. Серозні клітини
- Зустрічаються у: слизових залозах трахеї та бронхів
- Функція:
  - Виділяють водянистий секрет (серозу) з ферментами (напр. лізоцим)
  - Бактерицидна дія

### 5. Слизово-серозні залози –Glandulae mucosae et serosae
- Розташування: у стінці трахеї, бронхів
- Функція:
  - Комбіноване зволоження + антибактеріальна дія

### 6. Ендокриноподібні клітини (APUD-клітини)
- Функція:
  - Виділяють гормоноподібні речовини (серотонін, гастрин тощо)
  - Регулюють місцеву секрецію, тонус судин, активність війок